# Masami
Masami (jap. まさみ,マサミ) – imię japońskie noszone zarówno przez kobiety, jak i przez mężczyzn.

## Możliwa pisownia
Masami można zapisać używając wielu, różnych znaków kanji i może znaczyć m.in.:
- 成美, „stać się pięknym”[1]
- 雅美, „elegancki, piękno”
- 政美, „rząd, piękno”
- 正美, „pozytywny, piękno”
- 正巳, „pozytywny, wąż”
- 正海, „pozytywny, morze”
- 正己, „pozytywny, osobisty”
- 正臣, „pozytywny, minister”
- 真仁, „prawdziwy, życzliwość” (występuje także inna wymowa tego imienia: Masahito)

## Znane osoby
- Masami Akita (昌美), japoński muzyk i kompozytor
- Masami Ihara (正巳), były japoński piłkarz
- Masami Kikuchi (正美), japoński seiyū
- Masami Kubota (正躬), były japoński gimnastyk
- Masami Kurumada (正美), japoński mangaka
- Masami Kuwashima (正美), japoński kierowca wyścigowy
- Masami Nagasawa (まさみ), japońska aktorka
- Masami Ōbari (正己), japoński reżyser anime i projektant postaci
- Masami Suzuki (真仁), japońska seiyū
- Masami Tanaka, japońska siatkarka
- Masami Tanaka (雅美), japońska pływaczka
- Masami Taniguchi (雅美), japońska siatkarka
- Masami Toyoshima (まさみ), japońska seiyū
- Masami Tsuda (雅美), japońska mangaka
- Masami Yokoyama (雅美), japońska siatkarka
- Masami Yoshida (正美), japoński lekkoatleta, sprinter
- Masami Yūki (まさみ), japoński mangaka

## Fikcyjne postacie
- Masami Eiri (政美), bohater anime Wirtualna Lain
- Masami Hirukawa (雅美), bohater anime Paranoia Agent
- Masami Iwasawa (まさみ), bohaterka serii Angel Beats!
- Masami Yamada (正臣), bohater anime Onegai Teacher